# ヴィルヘルム (ナッサウ公)
ヴィルヘルム・ゲオルク・アウグスト・ハインリヒ・ベルグス・ツー・ナッサウ（Wilhelm Georg August Heinrich Belgus zu Nassau, 1792年6月14日 - 1839年8月20日）は、ナッサウ公（在位：1816年 - 1839年）。最後のナッサウ公でもあったルクセンブルク大公アドルフの父。

## 生涯
ナッサウ＝ヴァイルブルク侯フリードリヒ・ヴィルヘルムとその妻でザイン＝ハヒェンブルク伯領の女子相続人であるルイーゼ・フォン・キルヒベルクの間の長男として、プファルツ地方のキルヒハイムボーランデンに生まれる。1816年1月9日に父の死にともないナッサウ＝ヴァイルブルク侯位を相続、その2カ月後にナッサウ＝ウジンゲン家のフリードリヒ・アウグストからナッサウ公位を継承した。同年のうちに、それまで分かれて存在していたナッサウ＝ヴァイルブルク侯領をナッサウ公国へ統合した。
1813年6月24日に、ヴィルヘルムは最初の妻ルイーゼ・フォン・ザクセン＝ヒルトブルクハウゼン（1794年 - 1825年、ザクセン＝ヒルトブルクハウゼン公（のちザクセン＝アルテンブルク公）フリードリヒの娘）と結婚した。2人の間には4男4女が生まれた。
- アウグステ・ルイーゼ・フリーデリケ・マクシミリアーネ・ヴィルヘルミーネ（1814年）
- テレーゼ・ヴィルヘルミーネ・フリーデリケ・イザベラ・シャルロッテ（1815年 - 1871年） - オルデンブルク公子ペーターの妃
- アドルフ・ヴィルヘルム・カール・アウグスト・フリードリヒ（1817年 - 1905年） - ナッサウ公、のちルクセンブルク大公
- ヴィルヘルム・カール・ハインリヒ・フリードリヒ（1819年 - 1823年）
- モーリッツ・ヴィルヘルム・アウグスト・カール・ハインリヒ（1820年 - 1850年）
- マリー・ヴィルヘルミーネ・ルイーゼ・フリーデリケ・ヘンリエッテ（1822年 - 1824年）
- ヴィルヘルム・カール・アウグスト・フリードリヒ（1823年 - 1828年）
- マリー・ヴィルヘルミーネ・フリーデリケ・エリーザベト（1825年 - 1902年） - ヴィート侯ヘルマンの妃

ルイーゼと死別後、ヴィルヘルムは1829年4月23日にヴュルテンベルク王子パウルの娘パウリーネ（先妻ルイーゼの姪）と再婚した。2人の間には4子が生まれた。
- 女子（1830年）
- ヘレーネ・ヴィルヘルミーネヘンリエッテ・パウリーネ・マリアンネ（1831年 - 1888年） - ヴァルデック侯ゲオルク・ヴィクトルの妃。
- ニコラウス・ヴィルヘルム（1832年 - 1905年）
- ゾフィア・ヴィルヘルミーネ・マリアンネ・ヘンリエッテ（1836年 - 1913年） - スウェーデン王オスカル2世の妃。

 ウィキメディア・コモンズには、ヴィルヘルム (ナッサウ公)に関するカテゴリがあります。